# Nothria benthophyla
Nothria benthophyla är en ringmaskart som beskrevs av Lana 1991. Nothria benthophyla ingår i släktet Nothria och familjen Onuphidae. Inga underarter finns listade i Catalogue of Life.